# Michel François (storico)
Michel François (Dommartin-lès-Remiremont, 31 agosto 1906 – Parigi, 11 luglio 1981) è stato uno storico e archivista francese.

## Biografia
Laureato all'École des chartes nel 1931, entrò l'anno successivo all'École française di Roma. Rientrato in Francia, fu prima nominato responsabile del Gabinetto dei manoscritti della Biblioteca nazionale di Francia, poi dell'Archivio nazionale di Parigi. Nel 1942 iniziò a insegnare, prima all'Institut catholique de Paris, poi all'École Pratique des Hautes Etudes. Docente dal 1954 al 1977 alla Sorbona, fu nominato socio dell'Académie des inscriptions et belles-lettres e direttore dell'École des chartes. Studioso del Rinascimento francese, ha curato numerose edizioni di testi tra cui si ricorda l'Heptameron di Margherita d'Angoulême (Paris, Garnier, 1943) e la Correspondance del cardinale François II de Tournon (Paris, Champion, 1946).